# San Antonio de los Cobres
San Antonio de los Cobres ist die Hauptstadt des Departamentos Los Andes in der Provinz Salta im Nordwesten Argentiniens. Seinen Namen hat die Stadt von den nahe gelegenen Sierra de Cobre (deutsch Kupferberge), deren Gestein viel Kupfer enthält.

## Landschaftsbild

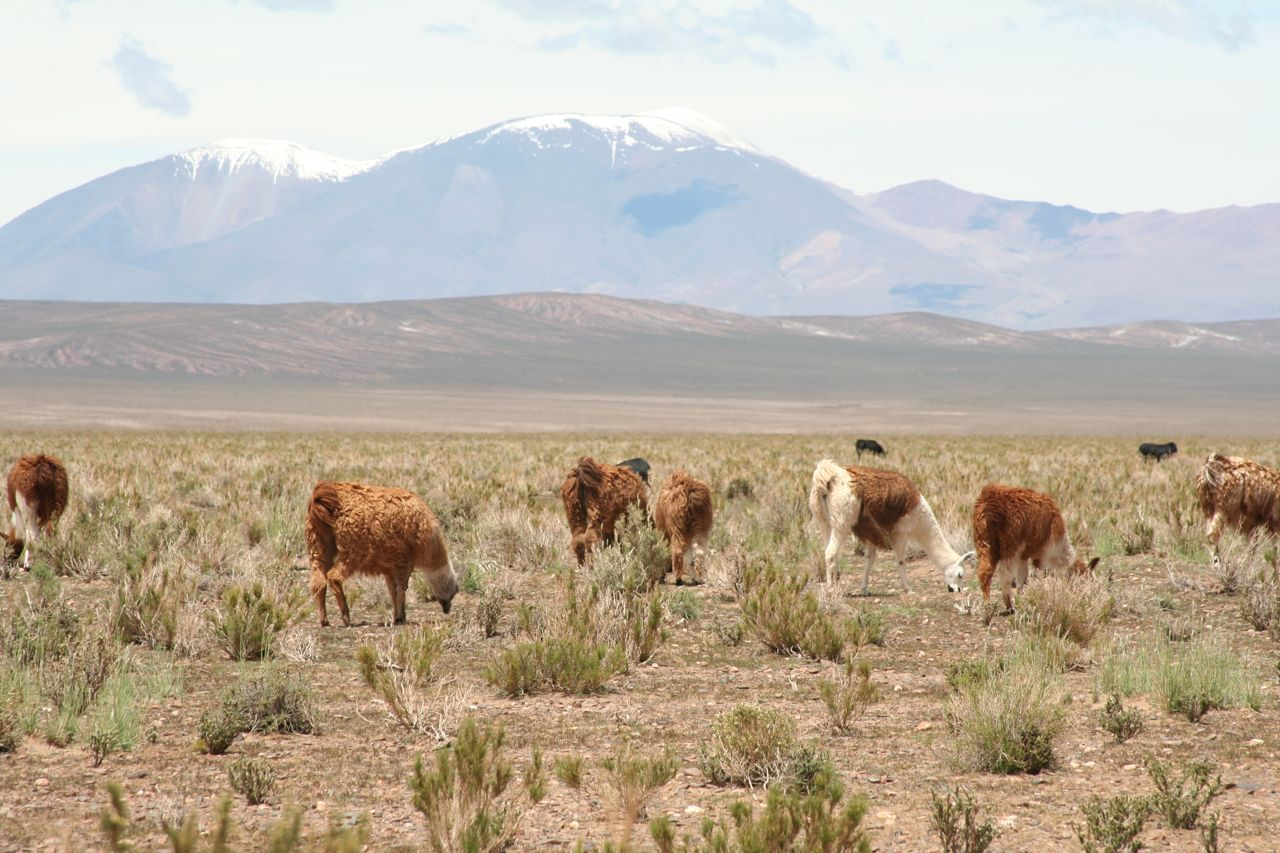
Puna nahe San Antonio de los Cobres

Die Stadt liegt auf etwa 3775 Meter Höhe am gleichnamigen Fluss, der etwa 50 Kilometer nördlich in die Salinas Grandes mündet. Über den etwa 25 Kilometer südlich befindlichen Pass Abra el Acay besteht ein Zugang zu den Valles Calchaquíes. Der Río Rosario bietet einen Zugang zum Valle de Lerma. Der Nevado de Acay (5716 m) überragt die Stadt im Südosten, nordwestlich befinden sich die Gipfel der Sierra del Cobre, auf dem Abra de los Chorrillos (4855 m) durchquert die Ruta Nacional 51 diesen Gebirgszug.
Die Vegetation beschränkt sich außerhalb der Flussoase – typisch für die Puna – auf Gräser und niedriges Gestrüpp. In der Stadt finden sich auch einige Bäume. Auch die Fauna ist artenarm und extrem an die Höhenlage des Altiplano angepasst.

## Bevölkerung
Auf dem ausgedehnten Stadtgebiet leben etwa 3700 Menschen. Diese sind größtenteils Nachfahren des Volks der Quechua-sprechenden Coya (Menschen die zwischen den Hügeln wohnen), der Inka-Ritus von Pachamama wird hier noch praktiziert. Jährlich findet im August ein Fest zu ihren Ehren statt. Es ist gleichzeitig ein Erntedankfest und eine religiöse Zeremonie, in die zahlreiche indigene Bräuche eingebunden sind.

## Wirtschaft und Verkehr

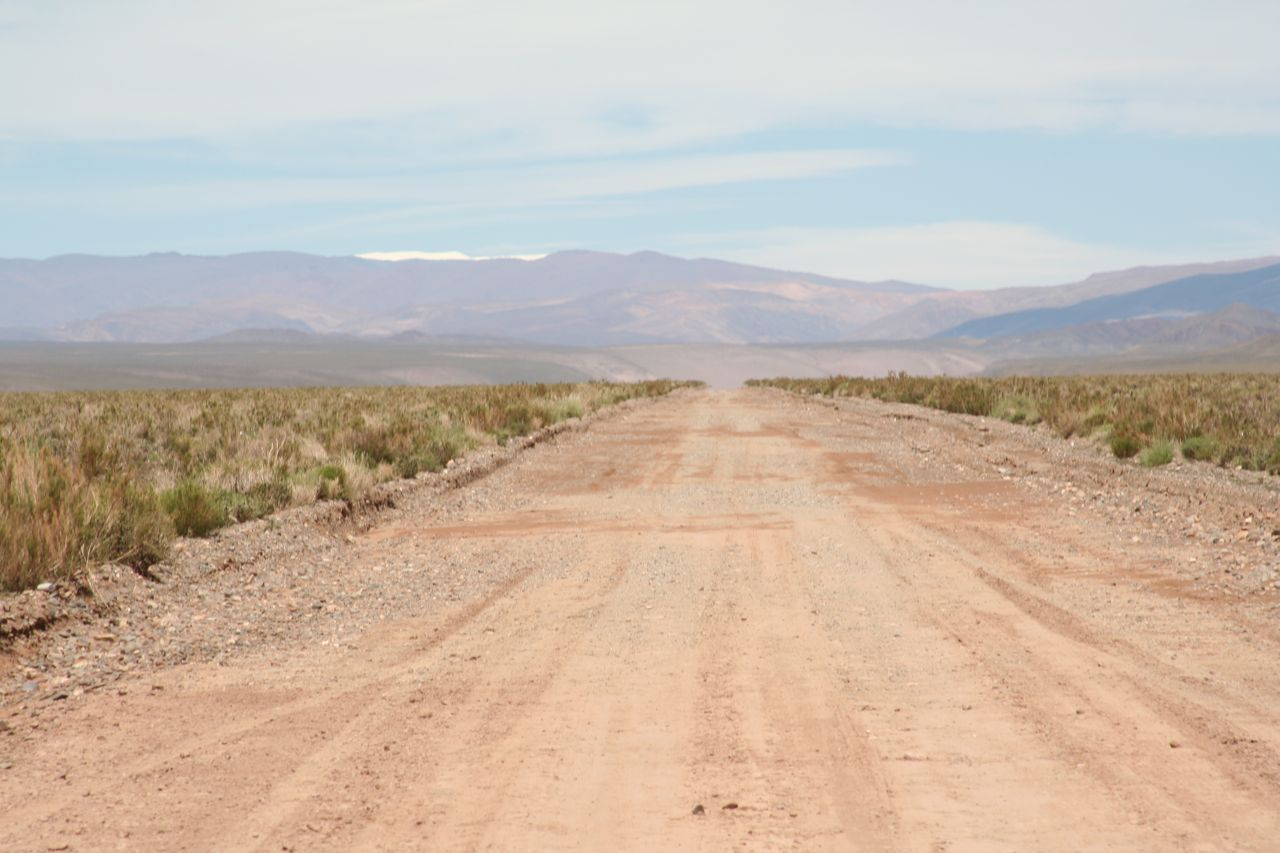
Ruta Nacional 40 nahe San Antonio de los Cobres

Neben in den im Niedergang befindlichen umliegenden Kupferminen finden die Einwohner hauptsächlich im öffentlichen Dienst und im aufstrebenden Tourismus ein Auskommen. Von Bedeutung ist auch heute noch die Herstellung, die Verarbeitung und der Verkauf von Lama- und Alpakawolle.
San Antonio de los Cobres ist heute der Endpunkt des tren a las nubes, der einen Passagierservice zwischen Salta und dem nur wenige Kilometer westlich gelegenen Viaducto La Polvorilla (4280 m) bietet. Die Ramal C-14 genannte Eisenbahnstrecke führt – ohne Passagierverkehr – weiter nach Antofagasta und Iquique in Chile.
In der Nähe des Ortes treffen die Ruta Nacional 40 und die Ruta Nacional 51 aufeinander. Beide sind innerorts streckenweise asphaltiert.

### Tourismus

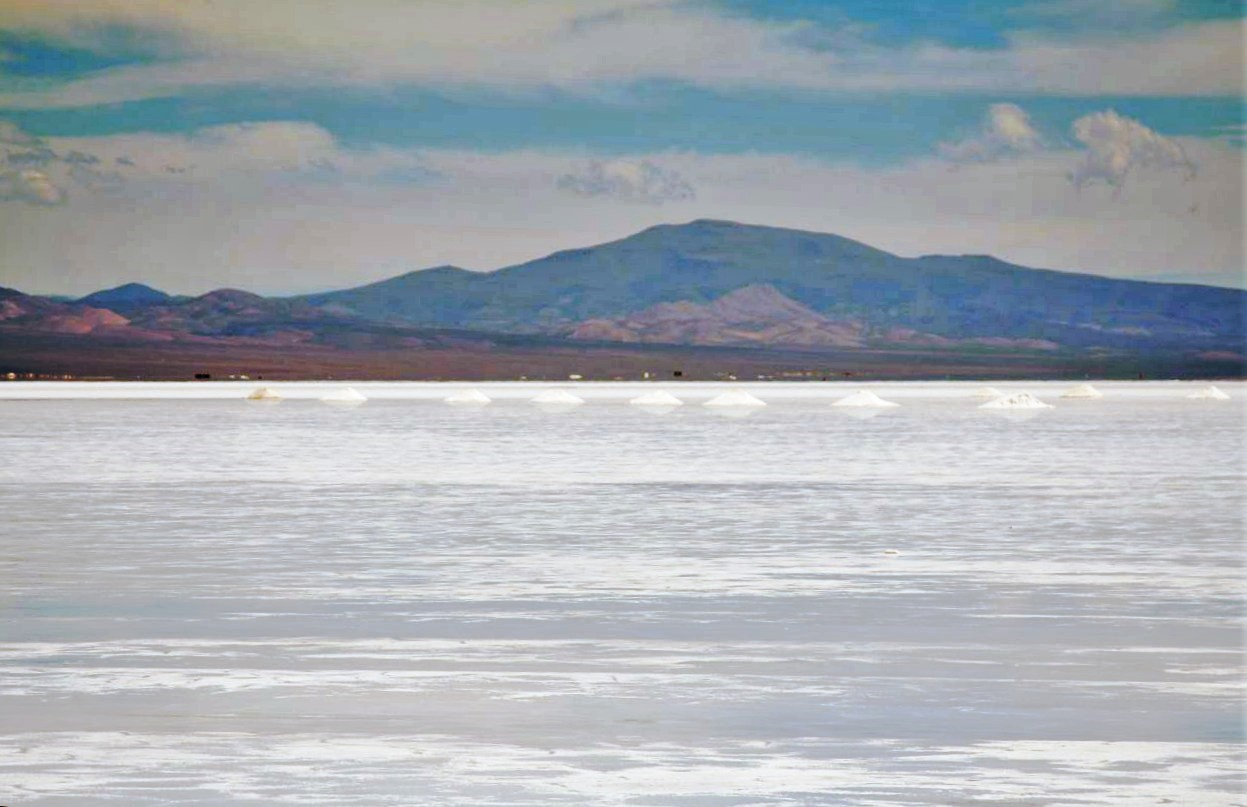
Salinas Grandes

Der Ort selbst stellt sich als schmucklose Bergbausiedlung ohne koloniale Gebäude dar. Allerdings bietet er eine für den weiten Umkreis einzigartige touristische Infrastruktur mit Gästehäusern und Restaurants. In der Umgebung gibt es zahlreiche stark frequentierte Ziele:
- Die Berge Nevado de Acay (5716 m) und der Nevado de Chañí (5896 m) sind ganzjährig schneebedeckt.
- Die Fuentes Termales de Pompeya bieten 10 Kilometer nördlich der Stadt die Möglichkeit eines Bades. Die Nationalstraße 51 bietet einen Zugang.
- Der Salzsee Salinas Grandes kann über die Nationalstraße 40 erreicht werden. Von dort aus kann die Fahrt über die Ruta Nacional 52 nach Jujuy fortgesetzt werden.
- Das aus Adobe (Lehmziegeln) errichtete Dorf Santa Rosa de los Pastos Grandes und die Termas de Incachuli können über die Ruta Provincial 129 erreicht werden. Beide Ortschaften werden vom Berg Nevado de Cueva (6130 m) überragt.

## Geschichte
Bereits in präkolumbianischer Zeit lebten im Gebiet des argentinischen Altiplano nomadisierende Ureinwohner, die zu Beginn des 16. Jahrhunderts unter die Oberherrschaft der Inkas fielen. Die Zerstörung dieses Reiches führte nicht zur sofortigen Kolonialisierung durch die Spanier.
Das weitestgehend von nomadisierenden Lamazüchtern bewohnte Hochland wurde nur durch von Salta nach Chile, Bolivien und Peru führende Handelsrouten durchquert. Erst im achtzehnten Jahrhundert entstanden entlang der Flussoasen des Río San Antonio erste Bergbausiedlungen, die das mineralreiche Gestein der Sierra del Cobre förderten. San Antonio wuchs aufgrund seiner Lage an der Kreuzung der Straßen zwischen San Pedro de Atacama und Salta sowie zwischen Bolivien und San Juan sowie Mendoza langsam zu einem Zentrum von regionaler Bedeutung heran.
Die lose Bindung an die Zentralregierungen ihrer Länder zeigt sich darin, dass es den Einwohnern der Region bis weit ins 19. Jahrhundert hinein erlaubt war, die Staatsbürgerschaft frei zwischen Bolivien, Chile und Argentinien entsprechend eigener Vorliebe zu wählen.
Kurzzeitig wurde San Antonio de los Cobres von 1899 bis 1943 die Hauptstadt eines argentinischen Territoriums (Territorio Nacional de los Andes), das aus den in der Puna gelegenen Departamentos der Provinzen Jujuy, Salta und Catamarca bestand.